# 洪山镇 (福州市)
洪山镇是中国福建省福州市鼓楼区下辖的一个镇。

## 得名
洪山镇得名于境内的洪山桥。

## 行政区划
1949年中华人民共和国成立后，洪山镇曾使用了洪山区、红卫公社、洪山公社、洪山乡等地名。1992年，洪山乡改名为洪山镇。1995年底，洪山镇从福州郊区（现晋安区）划归鼓楼区。
洪山镇共辖12个社区及7个经合社：
- 社区居委会：福屿社区、西凤社区、怡山社区、兴园社区、大凰山社区、凤凰池社区、象山社区、金牛山社区、凤湖社区、洪山桥社区、锦江社区和国光社区。[2]
- 经合社：黎明、西郊、国光、保福、晨光、梅峰、双下。

## 旅游
洪山镇的旅游景点有福州左海公园、西禅寺、金牛山公园和福道等。

## 教育科研
洪山镇内的教育及科研机构有福州大学怡山校区、闽江学院工业路校区、福州黎明职业技术学院、福建省物构所、福建省高新技术创业园、福建省留学人员创业园、福州市科技园区管委会、福州市创业中心等。